# NN病
NN病（えぬえぬびょう）とは、2001年1月から同年3月にかけてTBS系列で放送されたテレビドラマ『白い影』の主人公である直江庸介が侵された病、「多発性骨髄腫」（MM）をもじり、彼を演じた中居正広と直江庸介のイニシャル「N」から命名された、「中居と直江」に熱狂した女性に用いられる言葉である。
この言葉が生まれたきっかけは、『白い影』で、中居が不治の病に侵されていく医者・直江庸介の ｢影｣ を見事に演じた事から始まった。
直江は硬派で寡黙な天才医師であり、普段はバラエティ番組などでお茶の間を賑わせている中居正広とは正反対の人物である役柄であった。そのギャップにより「中居と直江」という正反対の同一人物に惚れこむ女性が増加。心理学月刊誌「PSIKO」でそんな女性の事を「NN病患者」と表現したことから、インターネット上等でこの病名が広まり、朝日新聞で「ＮＮ病」が特集されたことでピークを迎えた（朝日新聞「癒しを求める女性たちNN病：ドラマ「白い影」終了から１年」(2002年3月19日付朝刊））。
放送が終了し数年が経ったにもかかわらずNN病は根強く残り、『白い影』のロケ地、特に直江庸介が眠っている支笏湖を訪れるファンは多いという。